# Susi und Strolch 2: Kleine Strolche – Großes Abenteuer!
Susi und Strolch 2: Kleine Strolche – Großes Abenteuer! (Originaltitel: Lady and the Tramp 2 – Scamp's Adventure) ist  die Fortsetzung des Filmes Susi und Strolch und wurde als Direct-to-Video-Produktion veröffentlicht. Regie führten Darrell Rooney und Jeanine Roussel.

## Handlung
Susi und Strolch haben vier Welpen: drei Hundemädchen und einen Hundejungen namens Strolchi, der mehr nach seinem Vater kommt. Eines Tages reißt dieser von zu Hause aus, um das Straßenköter-Abenteuer zu suchen. Dabei lernt er das attraktive Hundemädchen Engel kennen. Zusammen genießen sie in vollen Zügen die Freiheit der Straße. Darüber hinaus legt sich Strolchi mit dem starken Hund Buster und mit dem Hundefänger an.
Schon bald lernt Strolchi, dass die Ungebundenheit auch gefährlich sein kann und wie wichtig die Familie und treue Freunde sind. 

## Veröffentlichung
Der Film erschien im Februar 2001 in den USA auf VHS und DVD bei Buena Vista Entertainment. Im Juni 2006 folgte eine zweite Veröffentlichung in den USA. Im März 2006 erschien er auch in Deutschland auf DVD.
Der Film wurde unter anderem ins Dänische, Hebräische, Hochchinesische, Isländische, Italienische, Kantonesische, Niederländische, Norwegische, Polnische, Portugiesische, Russische, Schwedische, Thailändische und Tschechische übersetzt.
Am 9. Februar 2012 erschien der Film im Rahmen der Diamond-Reihe erneut auf DVD und erstmals auch auf Blu-ray. Ebenso ist er Teil der Susi und Strolch Collector's Edition von 2014.

## Synchronisation
Die Synchronfassung entstand bei Blackbird Music Musik- und Filmsynchronproduktion in Berlin. Das Dialogbuch schrieb Alexander Löwe und die Dialogregie lag bei Andreas Hommelsheim, der auch für Liedertexte und Musikalische Leitung verantwortlich war.

| Rolle                           | englischer Sprecher                     | deutscher Sprecher                        |
| ------------------------------- | --------------------------------------- | ----------------------------------------- |
| Susi                            | Jodi Benson                             | Jana Werner                               |
| Strolch                         | Jeff Bennett                            | Uwe Büschken, Hendrik Bruch (Gesang)      |
| Strolchi                        | Scott Wolf, Roger Bart (Gesang)         | Ozan Ünal, Christian Petru (Gesang)       |
| Engel (Angel)                   | Alyssa Milano, Susan Egan (Gesang)      | Manja Doering, Jutta Kögler (Gesang)      |
| Buster                          | Chazz Palminteri, Jess Harnell (Gesang) | Thomas Fritsch                            |
| Jock                            | Jeff Bennett                            | Gerry Wolff                               |
| Pluto                           | Jeff Bennett                            | Horst Lampe                               |
| Mooch                           | Bill Fagerbakke                         | Stefan Gossler                            |
| Sparky                          | Mickey Rooney                           | Wolfgang Ostberg                          |
| François                        | Bronson Pinchot                         | Santiago Ziesmer                          |
| Ruby                            | Cathy Moriarty                          | Barbara Ratthey, Gundula Ulbrich (Gesang) |
| Annette                         | Debi Derryberry                         | Magdalena Turba                           |
| Danielle                        | Kath Soucie                             | Marie-Luise Schramm                       |
| Hundefänger                     | Jeff Bennett                            | Eberhard Prüter                           |
| James Brown                     | Nick Jameson                            | Bodo Wolf                                 |
| Junior                          | Andrew McDonough                        | Shir-Aviv Hommelsheim                     |
| Tony                            | Jim Cummings                            | Jürgen Kluckert                           |
| verrückter Hund im Hundezwinger |                                         | Michael Pan                               |

## Lieder
| Titel                                  | Gesungen von                                                                        |
| -------------------------------------- | ----------------------------------------------------------------------------------- |
| Seid gegrüßt, Hallo! (Prolog)          | Hendrik Bruch, Jana Werner, Chor                                                    |
| Freiheit ist das Ziel                  | Christian Petru                                                                     |
| Die Streuner vom Schrottplatzverein    | Thomas Fritsch, Stefan Gossler, Wolfgang Ostberg, Santiago Ziesmer, Gundula Ulbrich |
| Noch niemals war die Welt so wunderbar | Christian Petru, Jutta Kögler                                                       |
| Für dich da                            | Christian Petru, Jutta Kögler, Hendrik Bruch, Jana Werner                           |
| Seid gegrüßt, Hallo! (Epilog)          | Chor                                                                                |

## Deutsche Fassung des Films
| Buch                   | Alexander Löwe                                    |
| Dialogregie            | Andreas Hommelsheim                               |
| Liedtexte              | Andreas Hommelsheim                               |
| Musikalische Leitung   | Andreas Hommelsheim                               |
| Deutsche Bearbeitung   | Blackbird Music Musik- und Filmsynchronproduktion |
| Kreative Gesamtleitung | Guido Kellershof                                  |

Die Deutsche Fassung wurde von Disney Character Voices International produziert.

## Comicfigur
Der vorwitzige Hundewelpe Scamp / Strolchi war bereits Hauptfigur in Zeichentrick-Kurzfilmen, die von Walt Disney von 1955 bis 1976 produziert wurden. Als Comicstrips erschienen Strolchis Abenteuer in den USA von 1958 bis 1961 und von 1967 bis 1979. In Europa wurde die Produktion von Strolchi-Comics unter der Lizenz der Bullspress auch nach 1979 fortgesetzt; die letzte Geschichte erschien im Jahre 1998.